# Comissão Especial sobre Mortos e Desaparecidos Políticos
A Comissão Especial sobre Mortos e Desaparecidos Políticos (CEMDP) é um órgão de Estado vinculado ao Governo Federal do Brasil destinada a localizar e reconhecer os mortos e desaparecidos pela Ditadura Militar em decorrência de suas atividades políticas no período de 1961 até 1979. 
A CEMDP foi instituída durante o governo Fernando Henrique Cardoso por meio da Lei nº 9.140, de 04 de dezembro de 1995, vinculada ao Ministério dos Direitos Humanos, e funcionou ininterruptamente até dezembro de 2022, quando na última semana do governo do ex-presidente Jair Bolsonaro a Comissão foi extinta em um processo açodado.
Após um ano e meio de intensa pressão de organizações sociais o colegiado veio a ser recriado em julho de 2024, pelo presidente Luiz Inácio Lula da Silva. Em sua composição a comissão é integrada por três membros livremente nomeados pelo presidente da República e outros quatro escolhidos: um entre os membros da Comissão de Direitos Humanos da Câmara dos Deputados, um escolhidos entre as pessoas com vínculo com os familiares das pessoas mortas e desaparecidas, um dentre os membros do Ministério Público Federal e um dentre os integrantes do Ministério da Defesa.
Ao longo dos anos a CEMDP foi integrada por notáveis pessoas públicas como o jurista e ex-ministro da Justiça, Miguel Reale Júnior (que a presidiu); o ex-reitor da Universidade de São Paulo, João Grandino Rodas; o ex-secretário dos direitos humanos, ex-deputado e militante político histórico, Nilmário Miranda; e a deputada gaúcha e ex-ministra dos Direitos Humanos, Maria do Rosário Nunes. Atualmente a comissão é presidida pela procuradora federal Eugênia Augusta Gonzaga, que já havia exercido a posição durante o governo de Dilma Roussef.

## Trabalho da Comissão
A CEMDP produziu 14 relatórios oficiais em suas atividades trimestrais de dezembro de 1995 a dezembro de 2022. Durante seus anos de operação a Comissão também acumulou um grande acervo documental. O acervo da Comissão Especial sobre Mortos e Desaparecidos Políticos é constituído, principalmente, pelo conjunto de documentos que formaram os procedimentos administrativos apreciados a partir do início dos seus trabalhos. Tais documentos, conhecidos como "processos", serviram como base para fundamentar o livro relatório "Direito à Memória e à Verdade" e para o início dos trabalhos da Comissão Nacional da Verdade, além de auxiliarem os trabalhos das Comissões Estaduais e Municipais da Verdade criadas em todo o Brasil.

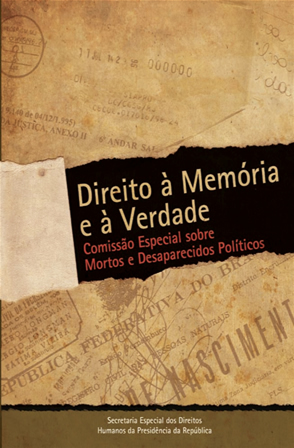
Capa do livro relatório Direito a Memória e a Verdade (2007) - Secretaria de Direitos Humanos da Presidência da Republica do Brasil.

Em agosto de 2007 a CEMDP publicou o livro relatório "Direito à Memória e à Verdade" com a lista dos 479 mortos e desaparecidos reconhecidos pelo Estado brasileiro e os relatórios individuais de cada um deles. O livro relatório também registra casos indeferidos pela CEMDP e casos remetidos à Comissão de Anistia. O relatório tem os casos divididos por anos e inclui um capítulo explicativo sobre as organizações de esquerda no Brasil.
A publicação do livro e sua divulgação solene pelo então presidente da República, Luiz Inácio Lula da Silva, constituíram um dos mais importantes reconhecimentos públicos pelo Estado brasileiro da violência praticada pela ditadura militar. Apesar do peso simbólico da cerimônia de lançamento do relatório ter ocorrido no Palácio do Planalto com a presença do presidente e inúmeras autoridades, foi notada a ausência dos comandantes das Forças Armadas, que se fizeram representar pelo ministro da defesa.
Ao encerrar os trabalhos da Comissão em dezembro de 2022 o Ministério dos Direitos Humanos publicou um breve informe burocráticos de atividades realizadas pelo órgão entre 1995 e 2022.

## Lugares da memória
A Comissão Especial catalogou e registrou em seu banco de dados 222 lugares de memória relacionados a ditadura militar brasileira, dos quais, três encontram-se fora do Brasil. A pesquisa procurou relacionar os lugares de memória, em sua maioria, aos casos de pessoas mortas ou desaparecidas, de modo que o mesmo lugar de memória pode relacionar-se a diferentes pessoas vitimadas, em diferentes períodos.
A luta pelos lugares de memória relacionados à ditadura militar, como a transformação em memoriais, demarcação com placas e intervenções artísticas, representando dessa forma um importante rompimento com o processo de apagamento da memória coletiva e com o silenciamento. 
O processo de identificação de lugares associados às graves violências cometidas durante o período vem sendo encampado majoritariamente por ex-presos, familiares de mortos, desaparecidos e perseguidos políticos de maneira independente ou reunidos em comitês e comissões que buscam esclarecer as circunstâncias e violações promovidas pelo Estado. 

## Grupo de trabalho Perus
No dia 04 de setembro de 1990 foi anunciada a descoberta de uma vala comum no cemitério Dom Bosco em Perus, São Paulo, com centenas de ossadas. A vala foi localizada pelo jornalista investigativo da Rede Globo, Caco Barcelos, e reconhecida pela gestão da então prefeita Luiza Erundina, sendo imediata a suspeita de que nela estivessem alguns dos desaparecidos da ditadura militar. Com a criação da CEMDP, em 1995, passou a ser dela a atribuição de localizar e identificar os desaparecidos.
A análise das ossadas teve um percurso tortuoso até a assinatura de um acordo de cooperação entre a CEMDP e a Universidade Federal de São Paulo (Unifesp) para a execução do complexo trabalho. Em abril de 2002, após 32 anos de sua descoberta, o trabalho de separação e perfidamente do DNA das ossadas foi concluído, abrindo caminho para a comparação entre esse banco de dados e o perfil dos 40 desaparecidos político que suspeita-se terem sido ocultados no local. Segundo Edson Teles, coordenador dos trabalhos na Unifesp, suspeita-se que haviam  misturadas na vala ossadas de 1.300 a 1.400 pessoas, sendo finalmente identificadas 1.049, das quais 901 são de interesse da CEMDP e tiveram o DNA perfilado.
O trabalho de identificação das ossadas foi fortemente comprometido e quase inviabilizado por medidas adotadas pelo Governo Bolsonaro, finalmente revertidas na justiça. À época a então ministra dos Direitos Humanos, Damares Alves, chegou a ameaçar a interrupção física dos trabalhos com a transferência das ossadas para Brasília.
Até março de 2023, cinco ossadas haviam sido positivamente identificadas como pertencentes a desaparecidos políticos. Por meio do trabalho da Unifesp foram identificados Dimas Casemiro e Aluízio Palhano. No período anterior, Dênis Casemiro, Frederico Eduardo Mayr e Flávio Carvalho Molina.

## Extinção e recriação
-A extinção da comissão em dezembro de 2022 pelo governo de Jair Messias Bolsonaro foi amplamente questionada pela sociedade, tanto devido a opiniões polêmicas do ex-presidente da República sobre o órgão e seu trabalho,  quanto por supostas ilegalidades em seu encerramento. Alguns dos questionamentos públicos vieram do deputado Orlando Silva de Jesus Júnior, à época presidente da Comissão de Direitos Humanos e Minorias, que destacou que a extinção da CEMDP violaria normas internacionais, que determinam o direito inalienável de conhecer a verdade sobre graves violações de direitos humanos.
Com a extinção formal da CEMDP também foram encerrados os trabalho de grupos ligados a identificação das vítimas, como o Grupo de Trabalho Perus, que detém 1.047 caixas com ossadas da vala comum de um cemitério na zona oeste de São Paulo (SP), e o Grupo de Trabalho Araguaia, responsável pela busca e identificação dos restos mortais da guerrilha do Araguaia.
A votação pelo fim das atividades da CEMDP foi convocada pelo presidente Marco Vinicius Pereira de Carvalho, sendo aprovada por 4 votos a 3, em 15 de dezembro de 2022.
O Ministério Público Federal recomendou ao governo federal que reinstale-se em 60 dias Comissão. A recomendação, divulgada em 5 de março de 2024, foi encaminhada ao Ministério dos Direitos Humanos e da Cidadania. Para o MPF, além de ferir a norma criadora da Comissão, o ato de extinção do grupo também descumpre as recomendações do Relatório Final da Comissão Nacional da Verdade, publicado em 2014, como a anotação da causa morte no registro de óbito de pessoas mortas em decorrência de graves violações de direitos humanos, além do prosseguimento de atividades voltadas à localização, identificação e entrega aos familiares dos restos mortais dos desaparecidos políticos.
Em julho de 2024, o governo Lula anunciou a reinstalação da comissão. O colegiado será novamente presidido pela procuradora da República Eugênia Augusta Gonzaga, que ocupou o posto no governo Dilma e no primeiro ano do governo Bolsonaro, até ser exonerada, e será composto também pela professora universitária Maria Cecília Oliveira Adão, a deputada federal Natália Bonavides (PT-RN) e o representante do Ministério da Defesa, Rafaelo Abritta.

## Integrantes da CEMDP (até a publicação do livro relatórioDireito à Memória e à Verdade)
A Comissão Especial sobre Mortos e Desaparecidos Políticos é composta nos termos do artigo 5º da Lei n.º 9.140/1995, sendo três membros livremente nomeados pelo presidente da República e outros quatro escolhidos: um entre os membros da Comissão de Direitos Humanos da Câmara dos Deputados, um escolhidos entre as pessoas com vínculo com os familiares das pessoas mortas e desaparecidos, um dentre os membros do Ministério Público Federal e um dentre os integrantes do Ministério da Defesa.

### 1995/2000
Miguel Reale Júnior — Presidente
Nilmário Miranda — Comissão de Direitos Humanos da Câmara dos Deputados
Eunice Paiva — Representante da sociedade civil até 03/04/1996, quando foi substituída por Luís Francisco Carvalho Filho Suzana Keniger Lisbôa — Representante dos familiares
general Oswaldo Pereira Gomes — Representante das Forças Armadas
Paulo Gustavo Gonet Branco — Representante do Ministério Público Federal
João Grandino Rodas — Ministério das Relações Exteriores

### 2001
Miguel Reale Júnior — Presidente até 27/12/2001
Luís Francisco Carvalho Filho — Presidente a partir de 27/12/2001
Nilmário Miranda — Comissão de Direitos Humanos da Câmara dos Deputados 
Belisário dos Santos Junior — Representante da sociedade civil a partir de 27/12/2001 Suzana Keniger Lisbôa — Representante dos familiares
general Oswaldo Pereira Gomes — Representante das Forças Armadas
Paulo Gustavo Gonet Branco — Representante do Ministério Público Federal 
João Grandino Rodas — Ministério das Relações Exteriores

### 2002
Luís Francisco Carvalho Filho — Presidente
Nilmário Miranda — Comissão de Direitos Humanos da Câmara dos Deputados 
Belisário dos Santos Junior — Representante da sociedade civil Suzana Keniger Lisbôa — Representante dos familiares
general Oswaldo Pereira Gomes — Representante das Forças Armadas 
Paulo Gustavo Gonet Branco — Representante do Ministério Público Federal 
João Grandino Rodas — Ministério das Relações Exteriores

### 2003
Luís Francisco Carvalho Filho — Presidente
Maria do Rosário Nunes — Comissão de Direitos Humanos da Câmara dos Deputados, a partir de 14/08/2003 
Belisário dos Santos Junior — Representante da sociedade civil
Suzana Keniger Lisbôa — Representante dos familiares
Coronel João Batista Fagundes — Representante das Forças Amadas, a partir de 14/08/2003
Maria Eliane Menezes de Farias — Representante do Ministério Público Federal, a partir de 14/08/2003 
André Sabóia Martins — Ministério das Relações Exteriores, a partir de 14/08/2003

### 2004
Luís Francisco Carvalho Filho — Presidente
João Luiz Duboc Pinaud — Presidente a partir de 29/06/2004
Augustino Veit — Presidente a partir de 17/11/2004
Maria do Rosário Nunes — Comissão de Direitos Humanos da Câmara dos Deputados 
Belisário dos Santos Junior — Representante da sociedade civil
Suzana Keniger Lisbôa — Representante dos familiares
Coronel João Batista Fagundes — Representante das Forças Armadas
Maria Eliane Menezes de Farias — Representante do Ministério Público Federal André Sabóia Martins — Ministério das Relações Exteriores

### 2005
Augustino Veit — Presidente
Maria do Rosário Nunes — Comissão de Direitos Humanos da Câmara dos Deputados 
Belisário dos Santos Junior — Representante da sociedade civil
Suzana Keniger Lisbôa — Representante dos familiares até 02/08/2005
Diva Soares Santana — Representante dos familiares a partir de 06/12/2005
Coronel João Batista Fagundes — Representante das Forças Armadas
Maria Eliane Menezes de Farias — Representante do Ministério Público Federal
André Sabóia Martins — Ministério das Relações Exteriores, até 18/10/2005, quando é substituído por Márcia Adorno – Ministério das Relações Exteriores

### 2006
Augustino Veit — Presidente até 25/04/2006
Marco Antônio Rodrigues Barbosa — Presidente a partir de 25/04/2006
Maria do Rosário Nunes — Comissão de Direitos Humanos da Câmara dos Deputados até 03/08/2006 
Luís Eduardo Greenhalgh — Comissão de Direitos Humanos da Câmara dos Deputados, a partir de 03/08/2006 
Belisário dos Santos Junior — Representante da sociedade civil
Diva Soares Santana — Representante dos familiares
Coronel João Batista Fagundes — Representante das Forças Armadas
Maria Eliane Menezes de Farias — Representante do Ministério Público Federal
Márcia Adorno — Ministério das Relações Exteriores, substituída por Augustino Veit em 25/04/2006

### 2007
Marco Antônio Rodrigues Barbosa — Presidente
Pedro Wilson — Comissão de Direitos Humanos da Câmara dos Deputados, a partir de 06/03/2007 
Belisário dos Santos Junior — Representante da sociedade civil
Diva Soares Santana — Representante dos familiares
Maria Eliane Menezes de Farias — Representante do Ministério Público Federal
Coronel João Batista Fagundes — Representante das Forças Armadas
Augustino Veit

## Ligações Externas
Lista de mortos e desaparecidos políticos na ditadura militar brasileira.